# Escherichia coli O157:H7
Escherichia coli O157:H7 és un bacteri gramnegatiu, que forma part del grup de soques enterohemorràgiques d'E. coli. Aquesta soca produeix enterotoxines les quals també es poden anomenar verotoxines o toxines Shiga. A més a més, el seu nom també ens indica la presència del plasmidi pO157, el qual és un plasmidi F altament conservat i que presenta diversos elements mòbils relacionats amb la seva virulència.
Aquest patogen pot arribar a l'intestí, on produirà les toxines, les quals tenen un efecte citotòxic sobre les cèl·lules de la mucosa intestinal, provocant així colitis hemorràgica, 3 o 4 dies després del primer contacte amb el patogen. La infecció es pot complicar desenvolupant una síndrome hemoliticourèmica (SHU) o púrpura trombocitopènica trombòtica (TTP).
Es transmet principalment a través dels excrements dels animals de granja, que deixen anar el bacteri a l'ambient; per aquesta raó cal posar especial atenció als escorxadors, per evitar contaminacions a través dels intestins d'aquests animals. Així doncs, s'ha de mantenir un control en la producció d'aliments com la carn, la llet o derivats, entre d'altres per tal d'evitar brots d'infeccions alimentàries.
Actualment, quan es detecta una infecció per E. coli O157:H7 no hi ha cap tractament disponible, donat que els antibiòtics agreugen la infecció.

## Bacteriologia (orígens)
Escherichia coli és un bacteri gram negatiu no formador d'espores, el qual es troba a l'intestí humà i d'altres animals de sang calenta, on col·labora en la transformació d'aquest hàbitat en un ambient anaeròbic, ja que és un microorganisme anaeròbic facultatiu.
El seu reservori natural es troba a l'intestí prim dels bòvids, pels quals aquesta soca no actua com a patògena.

Tot i que es troba formant part de la microbiota normal, determinades soques són patògenes. Aquestes, reben el nom de soques enteropatògenes, les quals poden ser causants de diferents malalties i, de fet, cada vegada són més freqüents.
Escherichia coli O157:H7 es troba dins d'aquest grup, és a dir, és una soca enterohemorràgica (EHEC, de l'anglès: Enterohemorragic Escherichia coli), la qual acostuma a ser la representant i la més estesa; i que pot ser la causant de malalties diarreiques. Aquesta soca també pot causar brots esporàdics que poden arribar a afectar un nombre elevat de persones en cas de ser consumida a través d'aliments contaminats.

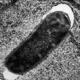
Fotografia de microscòpia electrònica dEscherichia coli O157:H7

Cal tenir present que E. coli O157:H7 pot presentar greus complicacions, les quals poden ser letals. Aquest fet és degut a la producció d'enterotoxines, les quals reben el nom de verotoxines o toxines Shiga. El nom d'aquestes és degut al fet que són molt semblants a les toxines Shiga de Shigella dysenteriae. És per això que aquesta soca d'E. coli també es coneix com a STEC (de l'anglès: Shiga Toxin-producing Escherichia coli).

També s'ha observat la presència del locus d'eliminació d'enteròcits (LEE; de l'anglès: Locus of Enterocyte Effacement). Aquest fragment genètic prové d'una illa de patogenicitat.
A més, E. coli O157:H7 es caracteritza per la presència del plasmidi pO157, altament conservat. Aquest és un plasmidi F no conjugatiu, el qual conté elements genètics mòbils.

### Factors de virulència
Escherichia coli O157:H7 produeix dues toxines, anomenades: Stx1 i Stx2. Aquestes toxines, com ja s'ha esmentat anteriorment, provenen de Shigella dysenteriae. En concret, els gens que les codifiquen es troben en un bacteriòfag lisogènic.
Un cop s'ingereix l'aliment contaminat, els patògens poden arribar a l'intestí gràcies a mecanismes de resistència a l'àcid de l'estómac. Un cop a l'intestí, les cèl·lules bacterianes podran créixer i produir les verotoxines. Aquestes toxines tenen una acció citotòxica a la mucosa intestinal, fet que provoca diarrea hemorràgica, ja que aquesta acostuma a anar acompanyada de sang a causa del dany a les cèl·lules epitelials del còlon.
El locus d'eliminació d'enteròcits produeix una lesió característica de les cèl·lules, la qual es coneix com a lesió A/E (o en anglès: attaching and effacing). Aquesta consisteix en l'adhesió a les cèl·lules intestinals gràcies a l'acció de l'adhesina específica que presenta, la qual rep el nom d'intimina.

Pel que fa al plasmidi pO157, es creu que les seqüències d'inserció que conté presenten segments relacionats amb la virulència. Així i tot, el sentit biològic d'aquest plasmidi en la patogènesi no està caracteritzat al complet. De fet, resultats actuals mostren que aquest plasmidi s'ha format per la integració de diferents segments, fet que explicaria els múltiples orígens d'aquest.

## Transmissió i fonts de contaminació

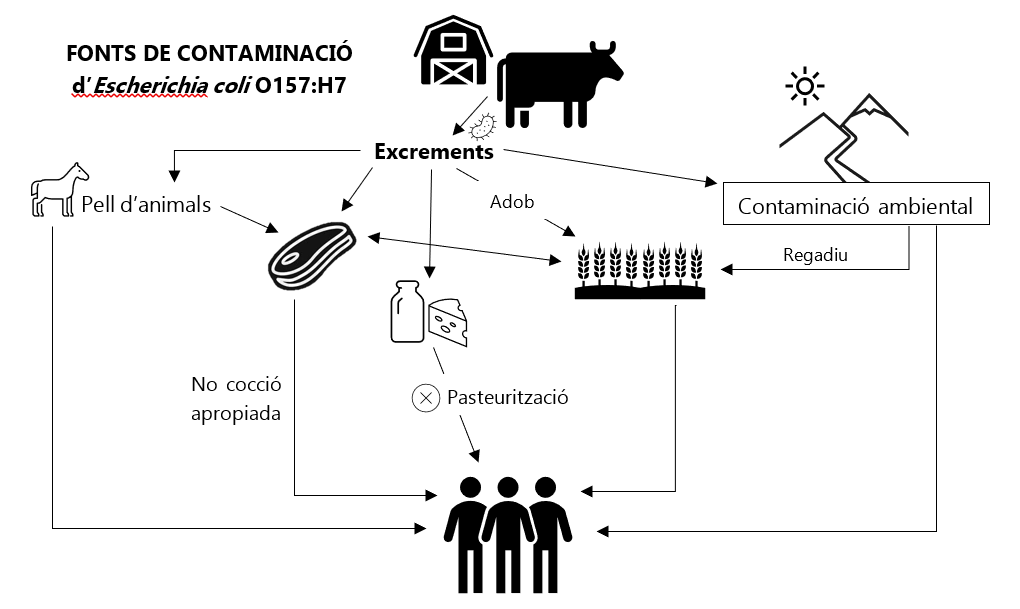
Les fonts de contaminació d'aquest bacteri inclouen la contaminació de la carn, de l'ambient i de conreus a través dels fems dels animals portadors, i també el mal tractament i emmagatzematge dels productes alimentaris.

La transmissió d’aquesta soca patògena d’E. coli típicament es dona per la ingesta de menjar i aigua contaminats. Altres vies de transmissió, tot i que no tan freqüents, serien el contacte directe entre persones i animals, o entre persones. Així doncs, parlaríem d'una transmissió zoonòtica, o zoonosi, és a dir, una malaltia que ha estat transmesa dels animals als éssers humans, ja sigui directament o indirecta.
El reservori natural d’E. coli O157:H7 es troba als intestins d’animals de granja (no només bovins, també en són portadors els porcs, ovelles, gossos, i altres animals no mamífers com aus), i arriba als humans a través dels seus excrements, els quals infecten la carn o l'aigua. Així doncs, és molt important la higiene de les granges, però ho és encara més la higiene dels escorxadors, ja que és en aquestes instal·lacions on hi ha més risc que la carn entri en contacte amb les femtes i aquesta es contamini. De fet, la majoria de brots produïts per E. coli O157:H7 són deguts a carn picada contaminada, ja que a més, si aquest bacteri es troba a l'exterior de la carn, quan es pica podria instal·lar-se a l’interior. Si aquesta carn no fos degudament cuinada, les cèl·lules bacterianes podrien sobreviure i causar una infecció en el consumidor. Així doncs, aliments com hamburgueses, botifarres o salami poden causar brots alimentaris produïts per Escherichia coli O157:H7 si s'ingereixen crus. De la mateixa manera, productes com la llet o els formatges de vaca, quan la llet no ha estat ben tractada també poden ser una font de contaminació per part d'aquest bacteri. La llet es tracta mitjançant la pasteurització, que és una tècnica molt utilitzada en la indústria alimentària per tal d'assegurar la seguretat dels aliments, ja que redueix en gran nombre la concentració de microorganismes presents en aquesta. Paral·lelament, molts productes agrícoles, sobretot aquells amb gran fullatge (com l'enciam) poden portar adherits a la seva superfície cèl·lules d'E. coli que podrien arribar als consumidors, pel fet que aquest bacteri és molt resistent als tractaments dels aliments, i fins i tot pot sobreviure també en els sucs de fruita preparats. La via d'arribada d'aquestes cèl·lules normalment és l'aigua de regadiu contaminada, però també podrien arribar a les plantes a través del sòl.
Per tant, s'ha de tenir molta cura en tots els punts de la producció dels principals aliments que poden causar brots d'infeccions alimentàries, no només en el producte final, per tal d'evitar contaminacions per aquest patogen.
Quan animals com bòvids o ovelles pasturen als camps d'herba, deixen anar amb els fems els microorganismes dels seus intestins, entre els quals hi ha Escherichia coli O157:H7, que quedarà lliure al sòl. A més, amb l'aigua de la pluja, el fang en aquests espais queda molt exposat a la superfície del terra, i això fa que les persones s'embrutin d'aquest fang. Així doncs, el fang podria ser una via de transmissió del bacteri, tot i que es dona en estranyes ocasions. Tot i així, el fet d'haver tingut contacte amb els excrements d'animals potencialment hostes d'aquest microorganisme es considera el major factor de risc en infeccions isolades, és a dir, no relacionades amb cap brot infecciós. Infeccions que es donen més esporàdicament són les degudes al contacte amb aigua contaminada de llacs (per la presència d'excrements d'ànecs portadors del bacteri) o de piscines, o a la ingestió d'aigua també contaminada de pous o de canals privats de subministrament d'aigua.
Els humans també ens podem infectar amb aquest bacteri a través del contacte directe amb animals que en siguin portadors. És per això que rentar-se les mans després d'haver mantingut contacte amb ells és tan important. Els infants són els més susceptibles de patir una infecció gastrointestinal com la produïda per Escherichia coli.
Per acabar, les transmissions de persona a persona d'Escherichia coli O157:H7 són considerades les segones més freqüents, després de la transmissió alimentària. La tercera font de contaminació més freqüent és la que es dona a través de l'aigua.

## Mecanismes d'infecció
Un cop a l'interior dels éssers humans, el microorganisme avança pel tracte gastrointestinal fins a arribar al tracte final de l'intestí prim (ili) i al còlon, situat a l'intestí gros. En aquesta localització, les cèl·lules d'E. coli O157:H7 s'adhereixen a les cèl·lules epitelials de les membrana mucosa intestinal, que dona lloc a una diarrea no sanguinolenta per la destrucció de les microvellositats de l'intestí, a través de la producció de les toxines Shiga. Quan les cèl·lules produeixen una gran quantitat d'aquestes toxines, el dany s'estén fins als vasos sanguinis locals. Així doncs, una elevada concentració de toxines a l'intestí pot donar lloc a una isquèmia mesentèrica. Aquest efecte provoca edemes i hemorràgies, que s'identifiquen per fer diarrees amb sang.
Així doncs, es pot deduir que la severitat de la malaltia ve donada bàsicament per la quantitat de toxines presents a l'organisme de la persona infectada, i no per la virulència del microorganisme.

## Simptomatologia
De forma general, els signes i símptomes de la infecció apareixen als 3 o 4 dies posteriors del contacte amb el patogen, tot i això també poden aparèixer l'endemà d'haver tingut el contacte o inclús una setmana després.
La manifestació clínica més freqüent és la colitis hemorràgica (CH), que cursa amb molèsties abdominals, diarrees sanguinolentes i no causa febre. Tot i això, en un 30-60% de les persones infectades, també poden presentar vòmits i febre.
La infecció per E. coli O157:H7 no sempre és aguda, sinó que hi ha casos en què és autolimitant, és a dir, presenta un curs benigne, sense símptomes greus. Així doncs, és el propi individu el que, gràcies a la producció d'anticossos específics, elimina el bacteri, així com la infecció.

### Complicacions
Un 15% de les persones infectades, majoritàriament nens, acaben desenvolupant una síndrome hemoliticourèmica (SHU); en canvi, en els adults, la complicació més freqüent és la púrpura trombocitopènica trombòtica (PTT). Per tant, el grup de risc són els menors de 5 anys i els majors de 65. Avui dia encara es desconeix la manera d'evitar l'aparició d'aquest tipus de complicacions.
S'ha vist que els pacients que presenten hipoclorhídria (disminució de la producció d'àcid clorhídric a l'estómac) són més propenses a desenvolupar SUH/PTT o inclús la mort. La hipoclorhídria sol aparèixer a conseqüència d'una gastritis crònica, més freqüent en persones grans.

## Diagnòstic i detecció
En cas de tenir un possible cas d'infecció per E. coli O157:H7, es procedeix a l'estudi de les possibles vies de contaminació. Es prenen mostres dels possibles aliments contaminats i es fa una detecció de presència/absència del microorganisme. Els procediments tradicionals que s'usen per a la detecció d'Escherichia coli en aliments no són compatibles amb l'aïllament d'E. coli O157:H7, així que ha calgut desenvolupar altres tècniques específiques per a aquest serotip en concret.

Molècula de sorbitol, compost químic que ens permetrà diferenciar al serotip O157:H7 de les altres Ec coli en el medi CT-SMAC

Aquestes proves específiques poden ser per sembra directa en placa o per enriquiment en medi líquid. En la sembra directa en placa, per a E. coli s'usaria un medi agar de MacConkey, però en el cas del serotip d'E. coli O157:H7 s'usa un medi anomenat McConkey-Sorbitol (SMAC-CT), que es tracta d'un medi MacConkey però en què hi substituïm la lactosa per sorbitol i, a més, hi afegim tel·lurur de potassi i cefixima (antibiòtic). És un medi selectiu i diferencial per a E. coli O157:H7. El factor diferencial és el sorbitol, ja que la fermentació d'aquest fa que el pH del medi disminueixi, provocant així un viratge del color del medi de vermell a rosat. E. coli O157:H7 no fermenta el sorbitol i, per tant, les colònies que hi creixeran seran incolores; mentre que la majoria de les altres E. coli sí que el podran fermentar i, per tant, les seves colònies viraran a un color rosat. D'aquesta manera podrem identificar i diferenciar la presència del nostre serotip d'interès. En els medis cromogènics, les colònies d'E. coli O157:H7 són incolores; mentre que les de la majoria dels altres serotips, els quals són glucuronidasa positius i fermentadors de sorbitol, presentaran un color entre blau i porpra.
Per altra banda, tenim les proves per enriquiment en medi líquid. Aquestes s'usen quan tenim molt poca concentració de microorganisme a la mostra, i per aquest motiu es fa un enriquiment previ a la detecció. S'ha d'homogeneïtzar la mostra i incubar a 37 °C durant 20-24h, per posteriorment fer una sembra en superfície al medi sòlid SMAC-CT.

## Tractament
No existeix un tractament específic per tractar la infecció per E.coli O157:H7, ja que s'han provat vacunes i antibiòtics però sense gaire èxit. A més, s'ha vist que l'ús d'antibiòtics pot afavorir l'aparició de la síndrome hemoliticourèmica (SHU) i causar un empitjorament de la malaltia. D'altra banda, els agents antidiarreics també estan contraindicats, ja que igual que els antibiòtics, augmenten la possibilitat de patir la síndrome hemoliticourèmica.
Actualment, s'estan estudiant possibles tractaments futurs, entre els quals cal destacar els anticossos neutralitzants de toxines.